# Кількості інформації

Проста інформаційна діаграма, що показує адитивні та різницеві відношення серед шеннонових базових кількостей інформації для корельованих змінних та. Область, яка міститься в обох колах, є спільною ентропією. Коло ліворуч (червоний і фіолетовий) є особистою ентропією, в якому червоне є умовною ентропією. Коло праворуч (синій та фіолетовий) є, а синє в ньому є. Фіолетове є взаємною інформацією.

Математична теорія інформації ґрунтується на теорії ймовірності й статистиці, і вимірює інформацію за допомогою декількох кількостей інформації (англ. quantities of information). Застосовувану в наступних формулах одиницю інформаційної ентропії визначає вибір логарифмічної основи. Найзвичнішою одиницею інформації є біт, що ґрунтується на двійковому логарифмі. До інших одиниць належать нат, що ґрунтується на натуральному логарифмі, та гартлі, що ґрунтується на десятковому логарифмі.
Надалі вираз вигляду {\displaystyle p\log p\,}, коли {\displaystyle p} є нулем, вважається за згодою рівним нулеві. Це є виправданим, оскільки для будь-якої логарифмічної основи {\displaystyle \lim _{p\rightarrow 0+}p\log p=0}.

## Власна інформація
Шеннон вивів міру інформаційного вмісту, названу власною інформацією (англ. self-information) або «несподіваністю» (англ. "surprisal") повідомлення {\displaystyle m}:
{\displaystyle \operatorname {I} (m)=\log \left({\frac {1}{p(m)}}\right)=-\log(p(m))\,}
де {\displaystyle p(m)=\mathrm {Pr} (M=m)} є ймовірністю обрання повідомлення {\displaystyle m} з усіх можливих варіантів вибору в просторі повідомлень {\displaystyle M}. Основа логарифма впливає лише на коефіцієнт масштабування, і, відтак, на одиниці, в яких виражається вимірюваний інформаційний вміст. Якщо основою логарифма є 2, то міра інформації виражається в одиницях бітів.
Інформація передається з джерела до отримувача лише якщо отримувач цієї інформації ще не мав її заздалегідь. Повідомлення, які передають інформацію, що відбувається напевно, і вже відома отримувачеві, реальної інформації не містять. Повідомлення, що трапляються нечасто, містять більше інформації, ніж повідомлення, які трапляються частіше. Цей факт віддзеркалено в наведеному вище рівнянні — незмінне повідомлення, тобто, з імовірністю 1, має нульову міру інформації. Крім того, складене повідомлення з двох (або більше) не пов'язаних (або взаємно незалежних) повідомлень матиме міру інформації, яка є сумою мір інформації кожного з повідомлень окремо. Цей факт також віддзеркалено в наведеному вище рівнянні, що підтверджує обґрунтованість його виведення. 
Приклад. Повідомлення прогнозу погоди: «Прогноз на ніч: Темно. Тривала темрява, аж до широко розсіяного світла вранці.» Це повідомлення майже не містить інформації. Проте прогноз хуртовини безумовно міститиме інформацію, оскільки таке не трапляється щовечора. Величина інформації буде ще більшою в точному прогнозі снігу для теплого місця, такого як Маямі. Величина інформації в прогнозі снігу для місця, де сніг не йде ніколи (неможлива подія), є найвищою (нескінченність).

## Ентропія
Ентропія (англ. entropy) дискретного простору повідомлень {\displaystyle M} є мірою величини невизначеності (англ. uncertainty), що ми маємо стосовно того, яке повідомлення буде обрано. Її визначено як усереднену власну інформацію повідомлення {\displaystyle m} з цього простору повідомлень:
{\displaystyle \mathrm {H} (M)=\mathbb {E} \left[\operatorname {I} (M)\right]=\sum _{m\in M}p(m)\operatorname {I} (m)=-\sum _{m\in M}p(m)\log p(m).}
де
{\displaystyle \mathbb {E} [-]} позначує операцію математичного сподівання (англ. expected value).
Важливою властивістю ентропії є те, що вона є найбільшою, коли всі повідомлення в просторі повідомлень є рівноймовірними (тобто, {\displaystyle p(m)=1/|M|}). В цьому випадку {\displaystyle \mathrm {H} (M)=\log |M|}.
Іноді функцію {\displaystyle \mathrm {H} } виражають в термінах імовірностей розподілу:
{\displaystyle \mathrm {H} (p_{1},p_{2},\ldots ,p_{k})=-\sum _{i=1}^{k}p_{i}\log p_{i},} де кожна {\displaystyle p_{i}\geq 0} та {\displaystyle \sum _{i=1}^{k}p_{i}=1.}
Важливим особливим випадком цього є функція двійкової ентропії:
{\displaystyle \mathrm {H} _{\mbox{b}}(p)=\mathrm {H} (p,1-p)=-p\log p-(1-p)\log(1-p).\,}

## Спільна ентропія
Спільну ентропію (англ. joint entropy) двох дискретних випадкових змінних {\displaystyle X} та {\displaystyle Y} визначають як ентропію їхнього спільного розподілу:
{\displaystyle \mathrm {H} (X,Y)=\mathbb {E} _{X,Y}\left[-\log p(x,y)\right]=-\sum _{x,y}p(x,y)\log p(x,y)\,}
Якщо {\displaystyle X} та {\displaystyle Y} є незалежними, то ця спільна ентропія є просто сумою їхніх окремих ентропій.
(Зауваження: Спільну ентропію не слід плутати з перехресною ентропією, незважаючи на подібний запис.)

## Умовна ентропія (ухильність)
За заданого конкретного значення випадкової змінної {\displaystyle Y} умовну ентропію {\displaystyle X} за {\displaystyle Y=y} визначено як
{\displaystyle \mathrm {H} (X|y)=\mathbb {E} _{\left[X|Y\right]}[-\log p(x|y)]=-\sum _{x\in X}p(x|y)\log p(x|y)}
де {\displaystyle p(x|y)={\frac {p(x,y)}{p(y)}}} є умовною ймовірністю {\displaystyle x} за заданого {\displaystyle y}.
Умовну ентропію (англ. conditional entropy) {\displaystyle X} за заданого {\displaystyle Y}, що також називають ухильністю (англ. equivocation) {\displaystyle X} від {\displaystyle Y}, задають як
{\displaystyle \mathrm {H} (X|Y)=\mathbb {E} _{Y}\left[\mathrm {H} \left(X|y\right)\right]=-\sum _{y\in Y}p(y)\sum _{x\in X}p(x|y)\log p(x|y)=\sum _{x,y}p(x,y)\log {\frac {p(y)}{p(x,y)}}.}
Вона використовує умовне математичне сподівання з теорії імовірності.
Базовою властивістю умовної ентропії є те, що
{\displaystyle \mathrm {H} (X|Y)=\mathrm {H} (X,Y)-\mathrm {H} (Y).\,}

## Відстань Кульбака — Лейблера (приріст інформації)
Відстань Кульбака — Лейблера (або розходження інформації, приріст інформації, або відносна ентропія, англ. Kullback–Leibler divergence, information divergence, information gain, relative entropy) є способом порівнювання двох розподілів, «істинного» розподілу ймовірності {\displaystyle p} та довільного розподілу ймовірності {\displaystyle q}. Якщо ми стискаємо дані таким чином, який передбачає, що {\displaystyle q} є розподілом, що лежить в основі якихось даних, тоді як насправді правильним розподілом є {\displaystyle p}, то відстань Кульбака — Лейблера є числом усереднених додаткових бітів над рівнем, необхідних для стискання, або, математично,
{\displaystyle D_{\mathrm {KL} }{\bigl (}p(X)\|q(X){\bigr )}=\sum _{x\in X}p(x)\log {\frac {p(x)}{q(x)}}.}
В якомусь сенсі вона дійсно є «відстанню» від {\displaystyle q} до {\displaystyle p}, хоча вона й не є справжньою метрикою через те, що вона не є симетричною.

## Взаємна (передавана) інформація
Виявляється, що однією з найкорисніших та найважливіших мір інформації є взаємна інформація (англ. mutual information), або передавана інформація (англ. transinformation). Вона є мірою того, як багато інформації може бути отримано про одну випадкову змінну шляхом спостерігання іншої. Взаємну інформацію {\displaystyle X} відносно {\displaystyle Y} (яка концептуально представляє усереднену величину інформації про {\displaystyle X}, яку можна здобути спостеріганням {\displaystyle Y}) задають як
{\displaystyle \operatorname {I} (X;Y)=\sum _{y\in Y}p(y)\sum _{x\in X}{p(x|y)\log {\frac {p(x|y)}{p(x)}}}=\sum _{x,y}p(x,y)\log {\frac {p(x,y)}{p(x)\,p(y)}}.}
Основною властивістю взаємної інформації є те, що
{\displaystyle \operatorname {I} (X;Y)=\mathrm {H} (X)-\mathrm {H} (X|Y).\,}
Тобто, знаючи {\displaystyle Y}, ми можемо заощадити в середньому {\displaystyle \operatorname {I} (X;Y)} бітів у кодуванні {\displaystyle X}, у порівнянні з незнанням {\displaystyle Y}. Взаємна інформація є симетричною:
{\displaystyle \operatorname {I} (X;Y)=\operatorname {I} (Y;X)=\mathrm {H} (X)+\mathrm {H} (Y)-\mathrm {H} (X,Y).\,}
Взаємну інформацію можливо виразити як усереднену відстань Кульбака — Лейблера (приріст інформації) апостеріорного розподілу ймовірності {\displaystyle X} за заданого значення {\displaystyle Y} відносно апріорного розподілу ймовірності {\displaystyle X}:
{\displaystyle \operatorname {I} (X;Y)=\mathbb {E} _{p(y)}\left[D_{\mathrm {KL} }{\bigl (}p(X|Y=y)\|p(X){\bigr )}\right].}
Іншими словами, вона є мірою того, наскільки в середньому зміниться розподіл ймовірності {\displaystyle X}, якщо ми отримаємо значення {\displaystyle Y}. Обчислюють її часто як розходження між добутком відособлених розподілів та справжнім спільним розподілом:
{\displaystyle \operatorname {I} (X;Y)=D_{\mathrm {KL} }{\bigl (}p(X,Y)\|p(X)p(Y){\bigr )}.}
Взаємна інформація є тісно пов'язаною з перевіркою логарифмічним співвідношенням правдоподібностей в контексті таблиць спряженості та мультиноміального розподілу, та з критерієм χ2 Пірсона: взаємну інформацію можливо розглядати як статистику для оцінювання незалежності в парі змінних, і вона має добре визначений асимптотичний розподіл.

## Диференціальна ентропія
Основні міри дискретної ентропії було аналогічно розширено на неперервні простори шляхом заміни сум інтегралами, та функцій маси ймовірності функціями густини ймовірності. І хоча в обох випадках взаємна інформація виражає число бітів інформації, спільне для цих двох джерел, ця аналогія не передбачає однакових властивостей: наприклад, диференціальна ентропія може бути від'ємною.
Диференціальні аналоги ентропії, спільної ентропії, умовної ентропії та взаємної інформації визначено таким чином:
{\displaystyle h(X)=-\int _{X}f(x)\log f(x)\,dx}
{\displaystyle h(X,Y)=-\int _{Y}\int _{X}f(x,y)\log f(x,y)\,dx\,dy}
{\displaystyle h(X|y)=-\int _{X}f(x|y)\log f(x|y)\,dx}
{\displaystyle h(X|Y)=\int _{Y}\int _{X}f(x,y)\log {\frac {f(y)}{f(x,y)}}\,dx\,dy}
{\displaystyle \operatorname {I} (X;Y)=\int _{Y}\int _{X}f(x,y)\log {\frac {f(x,y)}{f(x)f(y)}}\,dx\,dy}
де {\displaystyle f(x,y)} є функцією густини спільного розподілу, {\displaystyle f(x)} та {\displaystyle f(y)} є відособленими розподілами, а {\displaystyle f(x|y)} є умовним розподілом.